# Приленский, Станислав Сергеевич
Русский певец , автор песен, "Зарезанный Одуванчик" и "Блатеры!" Обладатель премии «Русский Звук» и др
Приленский Станислав Сергеевич — один из самых успешных исполнителей в истории поп-музыки. Известен как «Король Воронежа». Он внёс значительный вклад в развитие популярной музыки, видеоклипов, танца и моды.